# Islam III Giray
Islam III Giray (né vers 1604, mort le 10 juillet 1654) est un khan de Crimée ayant régné de 1644 à 1654.

## Origine
Islam III Giray est le fils de Selamet Ier Giray. Jeune, il est capturé lors d'un raid par les Polonais ; il demeure sept ans captif avant d'être libéré contre rançon.

## Règne
Islam III Giray succède en juin 1644 à l'âge de 40 ans à son frère Mehmed IV Giray, déposé. Il nomme son frère Kasim Giray qalgha et son autre frère Ghazi Giray nureddin. Le qalgha ne tarde pas à mourir et il promeut à cette charge Ghazi, qu'il remplace par Adil Giray comme nureddin.
À partir de 1648, le khanat de Crimée se trouve impliqué dans la guerre menée par la république des Deux Nations contre les cosaques. Ce conflit a pour origine le traitement injuste imposé au noble ukrainien Bohdan Khmelnytsky par un noble polonais qui tue son fils. Bohdan Khmelnytsky, ne pouvant faire valoir son bon droit, passe le Dniepr, se réfugie chez les cosaques dont il devient hetman et les soulève contre la Pologne. Les nobles locaux sont massacrés et, avec l'appui d'un contingent de 6 000 Tatars du khan de Crimée, il remporte en 1651 la bataille de Baloth au cours de laquelle 8 000 Polonais périssent. Les cosaques et les Tatars passent la frontière et mettent la Pologne et la Lituanie au pillage, et les communautés juives sont exterminées.
La Pologne est à cette époque paralysée par la succession consécutive à la mort du roi Ladislas IV Vasa. Toutefois, lorsque son frère Jean II Casimir Vasa réussit à se faire élire roi, il écrase les forces cosaques et tatares avec son armée de 300 000 hommes comprenant des contingents de ses vassaux de Prusse et du duché de Courlande lors de la bataille de Berestechko (20-30 juin 1651) ; Khmelnytsky et Islam III Giray réussissent à s'échapper.
Le sultan envoie alors un contingent de 100 000 hommes qui rejoignent les 200 000 cosaques et paysans de Khmelnytsky. Le roi de Pologne Jean II Casimir Vasa tente de conclure la paix avec Bohdan Khmelnytsky, mais ce dernier négocie également en secret avec le tsar Alexis Ier de Russie. Islam III Giray, informé par les Polonais des tractations menées par son allié cosaque avec les Russes, procède à un renversement d'alliance et conclut un accord avec les Polonais en décembre 1653.
Le 6 janvier 1654, par l'accord de Pereïaslav, Bohdan Khmelnytsky transfère l'allégeance des cosaques au tsar de Moscou sous réserve qu'il préserve leurs privilèges et libertés et que le patriarcat de Moscou n'ait pas autorité sur eux. Islam III Giray meurt de maladie en juillet de la même année.